# Tarnabod, Heves
Tarnabod  este un sat în districtul Heves, județul Heves, Ungaria, având o populație de 768 de locuitori (2011). 

## Demografie
Componența etnică a satului Tarnabod
     Maghiari (66,4%)
     Romi (33,2%)
     Germani (0,4%)
Componența confesională a satului Tarnabod
     Romano-catolici (31,12%)
     Fără religie (25%)
     Reformați (1,95%)
     Necunoscută (41,93%)
     Alte religii (5,99%)
Conform recensământului din 2011, satul Tarnabod avea 768 de locuitori. Din punct de vedere etnic, majoritatea locuitorilor (66,4%) erau maghiari, cu o minoritate de romi (33,2%). Nu există o religie majoritară, locuitorii fiind romano-catolici (31,12%), persoane fără religie (25,0%) și reformați (1,95%). Pentru 41,93% din locuitori nu este cunoscută apartenența confesională.